# Secrétariat international de l'eau
Le Secrétariat international de l'eau est une organisation internationale non-gouvernementale créée dans la foulée de la Décennie de l'eau potable et de l'assainissement de 1990. 
Installé à Montréal, le SIE a pour but de faciliter la mise en application des quatre principes énoncés dans la Charte de Montréal sur l'Eau potable et l'assainissement.
La langue officielle est le français.

### Sites connexes
- Site Web de Solidarité Eau Europe
- Site Web des Rencontres Internationales Eau et Cinéma